# Shimizu Shikin
Shimizu Shikin (清水紫琴), née Shimizu Toyoko (清水豊子) le 11 janvier 1868 à Bizen, dans la préfecture d'Okayama, et morte le 31 juillet 1933 à Tokyo, est une romancière japonaise et activiste pour les droits des femmes ayant vécu durant l’ère Meiji. Conférencière sur l’égalité et les questions sociales, elle se tourna vers l’écriture lorsque la loi fut changée et interdit aux femmes l’accès aux assemblées politiques. Elle devint alors l’une des premières femmes à être journaliste professionnelle au Japon.

## Jeunesse
Shimizu Toyoko est née le 11 janvier 1868 à Bizen dans le district d’Okayama au Japon. Elle passa la majeure partie de son enfance à Kyoto où son père était un fonctionnaire du gouvernement. À l’âge de 14 ans, elle termina l’école Kyoto Municipal Women’s Teacher Training School et était donc considérée comme bien éduquée à une époque où l’éducation des jeunes filles au-delà de l’école primaire n’était pas rentable. Dans l’impossibilité de poursuivre ses études, Shimizu lut les livres de la bibliothèque personnelle de son père qui comprenait de nombreux classiques de la littérature occidentale mais aussi les travaux des grands intellectuels japonais. En 1885, elle épousa Okazaki Masaharu qui était impliqué dans le Mouvement pour la liberté et les droits du peuple à Kyoto. Ils divorcèrent deux années plus tard pour tromperies de la part de Masaharu, néanmoins, Shimizu eut le temps de connaître Ueki Emori, Kageyama Hideko et d’autres personnes impliquées dans l’activisme social. Shimizu débuta une carrière de conférencière sur les questions sociales à travers le pays. En 1888, elle est l’une des activistes qui présenta une pétition pour une réforme du code pénal qui considérait alors l’adultère des femmes comme un crime devant être puni. Elle s’est également prononcé contre la polygynie et son impact sur les femmes. La même année, elle est l’une des femmes qui écrivit des essais pour la préface du livre d’Ueki Emori « Women of the Orient ».

## Carrière
À l’âge de 23 ans, Shimizu emménagea à Tokyo pour travailler dans le journal de Yoshiharu Iwamoto, du nom de Jogaku zasshi. Quelques mois plus tard, une nouvelle loi interdit l’accès aux femmes l’accès aux assemblées politiques. Opposée à cette interdiction, Shimizu écrivit des essais en faveur de l’inclusion des femmes à l’image de sa pièce parue en 1890 et intitulée « Tōkon jogakusei no kakugo wa ikan » (Quelle est la détermination des étudiantes d’aujourd’hui ?). En moins de six mois, elle est devenue rédactrice en chef du journal. En parallèle, elle débuta une carrière de professeure d’écriture à l’école pour filles Meiji. C’est à la même époque qu’elle commença une liaison avec Ôi Kengarô, le mari de Kageyama Hideko qui était sa meilleure amie. Shimizu tomba enceinte et s’absenta auprès de ses employeurs pour rentrer à Kyoto où son père était gravement malade. Elle donna naissance à un fils. Kengarô mit la pression sur Shimizu pour qu’elle l’épousa et envoya deux lettres, l’une destinée à Shimizu et l’autre à Kageyama. En se trompant de lettres et donc de destinataire, Kageyama prit connaissance de la liaison entre Kengarô et Shimizu, ce qui rompit les liens d’amitié entre les deux femmes. Atteinte d’un burn-out en 1892, Shimizu fut hospitalisée et son fils fut confié à des membres de sa famille.
Après son retour au quotidien Jogaku zasshi, son frère lui présenta Kozai Yoshinao, un universitaire de la Tokyo School of Agriculture et ils commencèrent une correspondance. En dépit de la mauvaise opinion de l’époque pour les femmes divorcées et les mères célibataires, Shimizu se confia à lui et leur relation prospéra. Ils se marièrent l’année suivante et Shimizu donna naissance à leur premier enfant l’année d’après. En 1895, Yoshinao alla en Allemagne pour ses études et Shimizu emménagea à Kyoto pour vivre avec sa belle-mère et écrire en tant que correspondante. Shimizu utilisa un nombre important de pseudonymes comme Tsuyuko, Toyo ou encore Fumiko mais elle adopta celui de Shikin à compter de 1896. Elle interchangea ses pseudonymes selon le genre d’ouvrages qu’elle publiait.

## Fin de vie
En 1900, Yoshinao rentra au Japon et le dernier écrit connu de Shimizu date de l’année 1901. Elle suivit son mari à Tokyo où il devint président de la Tokyo University of Agriculture et arrêta sa carrière d’écrivaine. Des rumeurs ont pesé sur le fait que son époux lui aurait demandé d’abandonner sa carrière, ce qui est en contradiction avec le caractère insoumis de Shimizu. Elle éleva six enfants et s’occupa de son père et de son frère après la fin de sa carrière d’écrivaine. Elle était présente auprès de son époux pour les responsabilités sociales liées à son métier. Shimizu mourut en 1933.

## Impact et héritage
Shimizu était la première femme journaliste professionnelle du Japon, qui se tourna vers l’écriture lorsque l’activisme public fut interdit. Elle expérimenta de nouveau style, utilisant le genbun itchi dans un premier temps, un style plus familier et moins narratif qui retranscrit mieux les discours avant d’opter pour le gesaku (style de littérature légère, satirique ou frivole). Ses écrits avaient toujours un fond de questions sociales. Elle écrivit à propos du droit à l’égalité, l’éducation des femmes, le mariage, le divorce, les doubles standards de genre et la discrimination contre les Burakumin. À travers ses œuvres, Shimizu s’est efforcée d’encourager les femmes à rechercher leur propre émancipation et d’avoir le courage de parler pour elles-mêmes.